# Leonid Șeptițchi
Leonid Șeptițchi (n. 29 august 1919, Tătărești, raionul Cahul, Republica Moldova – d. martie 1970, Chișinău, RSS Moldovenească, URSS) a fost un poet și romancier moldovean. Două lucrări definitorii semnate de el s-au numit Pământ și Pământ Nou.
S-a născut în Tătărăști, județul Cahul, Regatul României (acum în Republica Moldova). Tatăl Serghei Șeptițchi era cântăreț la biserica din sat, iar mama, Natalia, lucra învățătoare. După absolvirea școlii primare este înscris, în 1930, la Liceul de Băieți Carol al II-lea din Bolgrad. Fiind un elev sârguincios, chiar din primele clase de liceu devine pasionat de literatură.
Cariera literară începe cu poezia Toamna, scrisă la 16 ani și apărută în „Bugeacul” (nr. 3-4, 1935). Odată lansat, publică versuri și în „Pagini basarabene” (Chișinău) alături de George Meniuc, la „Familia noastră” (Bolgrad). Despărțire este prima nuvelă tipărită în „Bugeacul” (nr. 7-8, 1936).
A participat, în martie 1940, la prima adunare generală a membrilor Societății Scriitorilor din Basarabia și a nimerit în paginile presei de atunci alături de autori care erau deja afirmați.
În 1944 s-au refugiat la Brăila, de unde provenea familia lui Leonid, Șaptețânci. Din scrisorile primite de la Andrei Zaruba reieșea că ulterior s-a întors în Basarabia și a devenit profesor de limba moldovenească la Baimaclia.
În afară de articole, schițe, reportaje a scris și proză, dar a publicat rar de tot. Povestirea Moartea rândunicii, apărută într-o revistă pentru copii, fusese introdusă și în manualele de citire pentru clasele primare.
Moare prematur în primăvara anului 1970 la Chișinău.